# Metrostation Little Mount
Die Metrostation Little Mount (Tamil: சின்னமலை) ist ein oberirdischer U-Bahnhof der Metro Chennai. Er wird von der Blauen Linie bedient.
Die Metrostation Little Mount befindet sich nahe dem namensgebenden Little Mount an der Grenze der Stadtteile Saidapet und Guindy. Sie ist als Hochbahnhof konzipiert und befindet sich oberhalb der Hauptstraße Anna Salai (Mount Road). Die Station Little Mount wurde am 21. September 2016 als vorläufiger Endbahnhof des ersten Streckenabschnitts der Blauen Linie eröffnet.